# 로캣
로캣(ROCCAT) 유한회사(GmbH)는 함부르크에 본사를 둔 독일의 컴퓨터 액세서리 제조업체로, 전 독일 프로 e스포츠 단체인 팀 로캣(Team ROCCAT)의 공식 스폰서였다.
2019년 로캣의 브랜드는 터틀 비치 코퍼레이션(Turtle Beach Corporation)에 인수되었으며, 2024년 단종되었다.

## 역사
로캣 유한회사는 2006년 르네 코르테(René Korte) 전 레이저 주식회사 부사장에 의해 독일 함부르크에서 설립되었다. 또한 대만 타이페이와 미국 로스앤젤레스 세리토스에 사무실을 두었다.
2019년, 터틀 비치 코퍼레이션은 로캣 브랜드의 자산을 1,920만 달러에 인수했다.로캣은 터틀 비치 코퍼레이션의 산하 PC 브랜드가 되었다.인수 이후, 수십 억의 매출을 기록했다.터틀 비치 코퍼레이션은 2024년 4월, 로캣 브랜드가 점차 단종되고 있으며, 많은 제품군이 터틀 비치 브랜드로 전환되고 있다고 발표했다.

## 상품

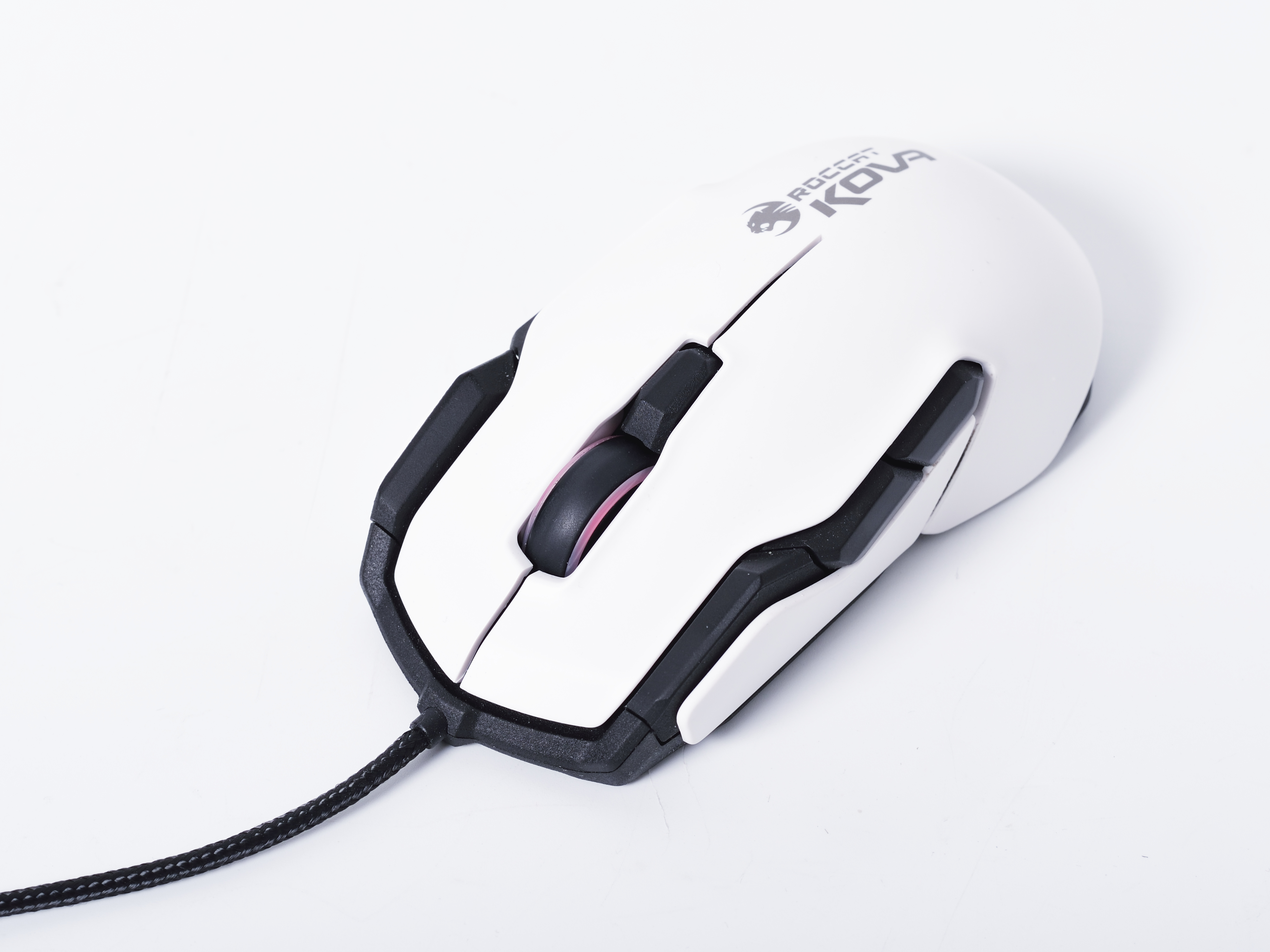
마우스 코바(Kova)

키보드 Ryos MK-FX

로캣은 게임 하드웨어가 주요 제품이며, 마우스, 키보드, 헤드셋, 마우스 패드 및 기타 PC 액세서리와 같은 다양한 제품을 제공한다. 벌컨 라인(Vulcan line)은 로캣의 대표 키보드 제품군이다.해당 제품군을 만들기 위해 로캣은 TTC와 협력하여 타이탄 옵티컬 스위치(Titan Switch Optical)라 불리는 자체 스위치를 개발했다.버튼을 눌렀을 때 광신호에 닿아 입력을 기록하는 빛의 파장이 버튼 내의 기존 물리적 접촉을 대체하는 방식이다. 제조사에 따르면 키 입력의 응답 시간을 40배 빠르게 등록하고 5천만 클릭 대신 기존 기계식 키보드에 비해 최대 1억 클릭이 가능해야 한다.
RGB 조명, 스크롤 속도, 폴링 속도, DPI 및 키 프로파일과 같은 로캣 제품의 여러 기능과 기능을 로캣 스웜 소프트웨어(Roccat Swarm software)를 사용해 설정 가능하다.